# Stazione di Signa
Stazione di Signa vasútállomás Olaszországban, Signa településen.

## Vasútvonalak
Az állomást az alábbi vasútvonalak érintik:
- Pisa–Firenze-vasútvonal

## Kapcsolódó állomások
A vasútállomáshoz az alábbi állomások vannak a legközelebb:
- Stazione di Montelupo-Capraia (Stazione di Pisa Centrale)
- Stazione di San Donnino-Badia